# ASTL
ASTL (англ. Astacin like metalloendopeptidase) – білок, який кодується однойменним геном, розташованим у людей на короткому плечі 2-ї хромосоми.  Довжина поліпептидного ланцюга білка становить 431 амінокислот, а молекулярна маса — 45 936.
| 10         |  | 20         |  | 30         |  | 40         |  | 50         |
| ---------- |  | ---------- |  | ---------- |  | ---------- |  | ---------- |
| MEGVGGLWPW |  | VLGLLSLPGV |  | ILGAPLASSC |  | AGACGTSFPD |  | GLTPEGTQAS |
| GDKDIPAINQ |  | GLILEETPES |  | SFLIEGDIIR |  | PSPFRLLSAT |  | SNKWPMGGSG |
| VVEVPFLLSS |  | KYDEPSRQVI |  | LEALAEFERS |  | TCIRFVTYQD |  | QRDFISIIPM |
| YGCFSSVGRS |  | GGMQVVSLAP |  | TCLQKGRGIV |  | LHELMHVLGF |  | WHEHTRADRD |
| RYIRVNWNEI |  | LPGFEINFIK |  | SQSSNMLTPY |  | DYSSVMHYGR |  | LAFSRRGLPT |
| ITPLWAPSVH |  | IGQRWNLSAS |  | DITRVLKLYG |  | CSPSGPRPRG |  | RGSHAHSTGR |
| SPAPASLSLQ |  | RLLEALSAES |  | RSPDPSGSSA |  | GGQPVPAGPG |  | ESPHGWESPA |
| LKKLSAEASA |  | RQPQTLASSP |  | RSRPGAGAPG |  | VAQEQSWLAG |  | VSTKPTVPSS |
| EAGIQPVPVQ |  | GSPALPGGCV |  | PRNHFKGMSE |  | D          |  |            |

A: Аланін

C: Цистеїн

D: Аспарагінова кислота

E: Глутамінова кислота

F: Фенілаланін

G: Гліцин

H: Гістидин

I: Ізолейцин

K: Лізин

L: Лейцин

M: Метіонін

N: Аспарагін

P: Пролін

Q: Глутамін

R: Аргінін

S: Серин

T: Треонін

V: Валін

W: Триптофан

Кодований геном білок за функціями належить до гідролаз, протеаз, металопротеаз. 
Задіяний у таких біологічних процесах як запліднення, поліморфізм. 
Білок має сайт для зв'язування з іонами металів, іоном цинку. 
Локалізований у клітинній мембрані, цитоплазмі, мембрані, цитоплазматичних везикулах.